# Sword Art Online: Ranh giới hư ảo
Sword Art Online -Ordinal Scale- (劇場版 ソードアート・オンライン -オーディナル・スケール- Gekijō-ban Sōdo Āto Onrain -Ōdinaru Sukēru-, "Bản kịch trường Sword Art Online -Ordinal Scale-") là một phim anime phiêu lưu kì ảo dựa trên light novel series Sword Art Online viết bởi Kawahara Reki và minh họa bởi abec. Phim được sản xuất bởi A-1 Pictures và đạo diễn bởi Itō Tomohiko, dựa trên cốt truyện của Kawahara, thiết kế nhân vật bởi Adachi Shingo và âm nhạc bởi Kajiura Yuki. Bộ phim được công chiếu ở Nhật Bản ngày 18/2/2017. Tại Việt Nam, bộ phim được công chiếu ngày 26/5/2017, tựa đề tiếng Việt được đặt là Sword Art Online: Ranh giới hư ảo.

## Cốt truyện
Vào năm 2026, các Augma được phát hành ra để thay thế hệ thống AmuSphere, với chức năng mô phỏng thực tế trong khi người chơi vẫn còn giữ được ý thức, an toàn hơn so với công nghệ FullDive. trò chơi chiến đấu nổi bật nhất là Ordinal Scale, với một hệ thống xếp hạng khả năng người chơi.
Asuna, Lisbeth và Silica đã khuyến khích Kirito chơi OS khi nghe được rằng các boss trong Aincrad sẽ xuất hiện. Kirito tham gia với Asuna và Klein trong một trận đánh boss nơi linh vật của game, ca sĩ thần tượng ảo Yuna, xuất hiện và mang đến cho người chơi những hiệu ứng buff khi cô hát. Kirito đã không thành công trong bất cứ điều gì do thiếu thể lực và tốc độ. Eiji, người chơi xếp hạng nhì, đã giúp nhóm trong quá trình tiêu diệt boss. trước khi Asuna ra đòn quyết định, Eiji thì thầm từ "Switch", một chiêu thức game từ SAO mà cô đã tinh ý nhận ra.
Đêm tiếp theo, Asuna tham gia với nhóm của Klein trong một trận đánh boss khác trong khi chờ đợi thành viên cuối trong nhóm họ, mà không biết rằng đã bị đả thương bởi Eiji ngày hôm trước. Asuna tiếp tục cuộc chiến với sự trợ giúp của Yuna. Klein và nhóm của anh đã bị phục kích và đánh bại bởi sự xuất hiện đột ngột của Eiji và một boss khác. Sáng hôm sau, khi Kirito tập luyện với OS trong công viên, một cô gái trong chiếc mũ trùm đầu trắng đã xuất hiện và chỉ về phía xa trước khi biến mất. Kirito gặp Asuna, cô đoán rằng Eiji chính là một thành viên của Huyết Thệ Kị Sĩ Đoàn, Nautilus, trong khi Yui đoán rằng vị trí xuất hiện của các boss lại tương ứng với các vị trí trong hệ thống bản đồ dungeon của SAO. 
Asuna, Lisbeth và Silica tiếp tục tham gia một trận đánh khác nơi mà Yuna và Eiji lại xuất hiện. Trong khi cố gắng bảo vệ Silica, người bị Eiji đầy về phía boss, Asuna bị đánh trúng và bị loại khỏi trò chơi. Cô chợt nhận ra rằng kí ức của mình về SAO đã bị mờ dần. Khi cô cùng đến bệnh viện với Kirito, họ mới phát hiện ra chức năng quét não đã không được công bố của Augma, từ đó xóa đi những kí ức về SAO của Asuna và điều đó cũng có thể xảy ra với những "người sống sót" khác từ SAO trong quá trình chơi OS. Kirito điều tra vấn đề này với Sinon trong một trận đánh boss khác, một người chơi SAO sau khi bị đánh bại, một quả cầu phát sáng nổi lên và chui vào một OS drone. Yui đã bay theo quả cầu vào trong drone để tìm hiểu nhưng bị chặn lại bởi hệ thống. Sau đó, Kirito gặp lại cô gái đội mũ trùm đầu lúc trước và cô lại tiếp tục chỉ tay về phia xa. Kirito và Yui phát hiện ra điểm đến của những lần chỉ tay đó chính là Đại học Kỹ thuật Touto.
Kirito đi đến trường và gặp giáo Sư Tetsuhiro Shigemura người đã phát triển Augma, nhưng Shigemura từ chối trả lời mọi câu hỏi. trước khi đi, Kirito để ý thấy trên bàn của Shigemura đặt một bức ảnh của một cô gái trông rất giống Yuna. Kirito thảo luận về điều đó với Kikuoka Seijirou, và biết được rằng đó chính là con gái của Shigemura, Yuna, người đã chết trong quá trình chơi SAO. Kirito hứa rằng bằng mọi giá anh sẽ lấy lại kí ức cho Asuna, và cô gái trùm đầu trong lần gặp lại thật sự là Yuna. Khi cô nói rằng rank của anh quá thấp, Kirito đã cố gắng solo giết thật nhiều boss để level-up, với sự trợ giúp từ Sinon và and Leafa.
Vài ngày sau, các tay chơi OS tập trung tại sân vận động cho buổi công diễn đầu tiên của Yuna. Trong lúc đó, dưới tầng hầm, Kirito đang chiến đấu với Eiji nhằm lấy lại kí ức của Asuna mà Eiji đang nắm giữ. Kirito thắng, nhưng lúc đó Eiji mới tiết lộ rằng Shigemura đã cố gắng thu thập tất cả những kí ức của người chơi SAO để tái tạo cô con gái đã mất của ông ta dưới dạng AI; và việc tập hợp tất cả những người chơi đang có mặt trong buổi hòa nhạc này chính là để thu thập kí ức nhanh nhất. Các drone được sử dụng để thu thập kí ức sẽ được kích hoạt cùng lúc, và dòng điện cao thế tạo ra lúc đó sẽ giết chết bộ não người chơi giống hệt cách NerveGear đã làm đối với SAO.
Khi một loạt các boss xuất hiện trên khán đài, Kirito và Yuna liền tham gia trận đánh. Yuna nói với Kirito rằng thực chất Augma chỉ là một bản giới hạn chức năng được phát triển từ NerveGear, và tất nhiên nó cũng có chức năng full-dive, chỉ là chưa được kích hoạt. Đế kết thúc cuộc chiến này, Kirito sẽ phải sử dụng chức năng đó để tiêu diệt boss tầng 100 của Aincrad. Trước khi dive, Kirito gửi cho Asuna chiếc nhẫn đính hôn của họ. Bước vào Cung điện Ruby của Tầng 100, Kirito, Lisbeth, Silica, Agil và Sinon đã dễ dàng bị boss đánh bại cho đến khi nhận được sự trợ giúp từ Asuna, Leafa, Klein và những thành viên khác đến từ ALO cùng với GGO. Yui khôi phục những kĩ năng của họ từ SAO, cho phép họ có khả năng cùng nhau đánh bại boss. Giọng nói của Akihiko Kayaba vang lên chúc mừng cho chiến thắng của họ, và một thanh gươm cực mạnh đã được gửi đến cho Kirito như phần thưởng cho chiến thắng này.
Cả nhóm quay trở lại arena trong khi vẫn sử dụng chế độ full-dive, và Kirito, giờ đây, đã trở thành người chơi mạnh nhất trong OS. Với thanh kiếm vừa nhận được, Kirito nhanh chóng tiêu diệt các boss, trong khi Kikuoka tìm thấy Shigemura trong phòng máy chủ của Argus (công ty đã ngừng hoạt động của SAO) và bắt ông ta. Yuna khôi phục lại kí ức của những người chơi, và tan biến trước sự tồn tại vì bản thân cô được tạo ra một phần từ boss tầng 100, mà giờ đây nó đã bị tiêu diệt. Sau đó, Kirito và Asuna hoàn thành lời hứa của họ với nhau trong Aincrad, đó là đi ngắm sao băng cùng nhau. Asuna trả lại chiếc nhẫn đính hôn cho Kirito, để từ đó anh có thể đặt nó lên bàn tay cô một lần nữa.
Trong hậu cảnh, Kikuoka, người đã rất ấn tượng với nỗ lực tái tạo linh hồn và AI của Shigemura, đã tuyển dụng Shigemura cho Rath.

## Lồng tiếng
| Nhân vật                    | Diễn viên lồng tiếng |
| --------------------------- | -------------------- |
| Kirito (Kirigaya Kazuto)    | Matsuoka Yoshitsugu  |
| Asuna (Yuuki Asuna)         | Tomatsu Haruka       |
| Leafa (Kirigaya Suguha)     | Taketatsu Ayana      |
| Yui                         | Itō Kanae            |
| Silica (Ayano Keiko)        | Hidaka Rina          |
| Lisbeth (Shinozaki Rika)    | Takagaki Ayahi       |
| Sinon (Asada Shino)         | Sawashiro Miyuki     |
| Klein (Tsuboi Ryōtarō)      | Hirata Hiroaki       |
| Agil (Andrew Gilbert Mills) | Yasumoto Hiroki      |
| Kayaba Akihiko              | Yamadera Kōichi      |
| Kikuoka Seijirō             | Morikawa Toshiyuki   |
| Yuna (Shigemura Yuna)       | Kanda Sayaka         |
| Eiji (Nochizawa Eiji)       | Inoue Yoshio         |
| Shigemura Tetsuhiro         | Kaga Takeshi         |

## Sản xuất
Tại Dengeki Bunko Autumn Festival 2015 vào 4/10, 2015, người ta đã thông báo rằng light novel series sẽ được chuyển thể thành phiên bản hoạt hình, với các nhân vật chính quay lại từ anime series. Phim bắt đầu được sản xuất sau khi Sword Art Online II được phát hành. Sau đó, tại sự kiện Dengeki Bunko Haru no Saiten 2016 vào ngày 13/3 năm 2016, bộ phim được tiết lộ có tên Sword Art Online The Movie: Ordinal Scale. Dàn diễn viên lồng tiếng cho anime series tiếp tục được sử dụng cho bộ phim.
Nhạc phim được sáng tác bởi Yuki Kajiura, cũng là người đã viết nhạc phim cho anime series. Soundtrack bao gồm 50 tracks, 5 trong số đó được thể hiện bởi Kanda Sayaka. Nó đã được phát hành bởi Aniplex vào 22/2, 2017. LiSA là người trình bày ca khúc chủ đề, "Catch the Moment". Sayaka Kanda thể hiện 5 ca khúc dưới tư cách Yuna: "Ubiquitous dB", "Longing", "Delete", "Break Beat Bark!" and "Smile For You".

## Phát hành
Bộ phim ra mắt tại Nhật Bản, Đông Nam Á và Đức vào 18/2, 2017. Riêng đối với Việt Nam, bộ phim được công chiếu từ 26/5, 2017. Các đợt công chiếu tại châu Á được thực hiện bởi Aniplex và Odex, tương ứng. Đã có một sự kiện ra mắt tại Hoa Kỳ vào ngày 1/3, 2017; Eleven Arts phân phối và phát hành bộ phim tại các rạp U.S. từ 9/3, 2017. Madman Entertainment cũng phát hành bộ phim tại Australia and New Zealand vào 9/3, 2017. Aniplex of America công chiếu bộ phim tại các rạp Canada trong khoảng 17/3 và 19/3, 2017. Bản lồng tiếng Anh được trình chiếu tại Anime Boston 2017, và phát hành vào ngày 22 tháng 4. Anime Limited trình chiếu bộ phim ở các rạp tại Anh và Ireland vao 19/3, 2017. Bộ phim đã được lên kế hoạch phát hành tại khoảng 1.000 rạp trên toàn thế giới..
Một vài ngày sau khi ra mắt thế giới, một bản rò rỉ của bộ phim đã được tìm thấy trên mạng, truy xuất nguồn gốc là từ Malaysia và Singapore.

## Đón nhận

### Doanh thu phòng vé
Bộ phim đứng đầu doanh thu phòng vé sau tuần đầu tiên công chiếu tại Nhật Bản, ra mắt tại 151 rạp ở khắp Nhật Bản và thu về tổng cộng 425 triệu Yên từ 308,376 vé vào cửa. Cho đến 6/6, 2017, bộ phim đã thu về  tổng cộng hơn 2.3 tỷ yên từ 1.6 triệu vé. Nó cũng đã thu về hơn 1,35 triệu đô trong tuần đầu tiên công chiếu ở Bắc Mỹ.